# Biblioteca Universitària Alexandrina
La Biblioteca Universitària Alexandrina (en italià Biblioteca Universitaria Alessandrina) és una biblioteca romana històrica que va ser fundada el 1667 pel papa Alexandre VII com a biblioteca del Studium Urbis, la Universitat de Roma. La seu original d'aquesta entitat es trobava al Palazzo della Sapienza del Corso del Rinascimento. Els fons històrics de la biblioteca s'articulen al voltant dels duplicats de la biblioteca Chigiana i de 423 duplicats de la Biblioteca Apostòlica Vaticana. A partir del 1815 la biblioteca fou destinada a ser el centre on s'havien de conservar totes les obres impreses a l'Estat Pontifici, però el 1870, arran de la presa de Roma, va acollir les obres publicades a la província. Un dels seus directors més famosos fou el bibliotecari i erudit Enrico Narducci. El 1935, després de l'obertura de la nova ciutat universitària, la biblioteca va ser transferida a la seva seu actual, darrere el Rectorat, i va adquirir les biblioteques de les facultats de Lletres, Jurisprudència i Ciències Polítiques. D'ençà el 1975, la biblioteca depèn del Ministeri per als Béns i les Activitats Culturals.